# Audi TT
Der Audi TT ist ein Sportwagen der Audi AG, der als Coupé und als Roadster bis November 2023 angeboten wurde. Die Abkürzung TT steht für Tourist Trophy, abgeleitet vom traditionellen Motorradrennen, der Isle of Man TT.
Auf der Audi-Hauptversammlung 2019 gab der damalige Vorstandsvorsitzende Abraham Schot bekannt, dass der Audi TT im Rahmen einer Neuausrichtung der Fahrzeugmodelle eingestellt werde. Das letzte von insgesamt 662.762 Fahrzeugen der Baureihe lief im November 2023 vom Band.

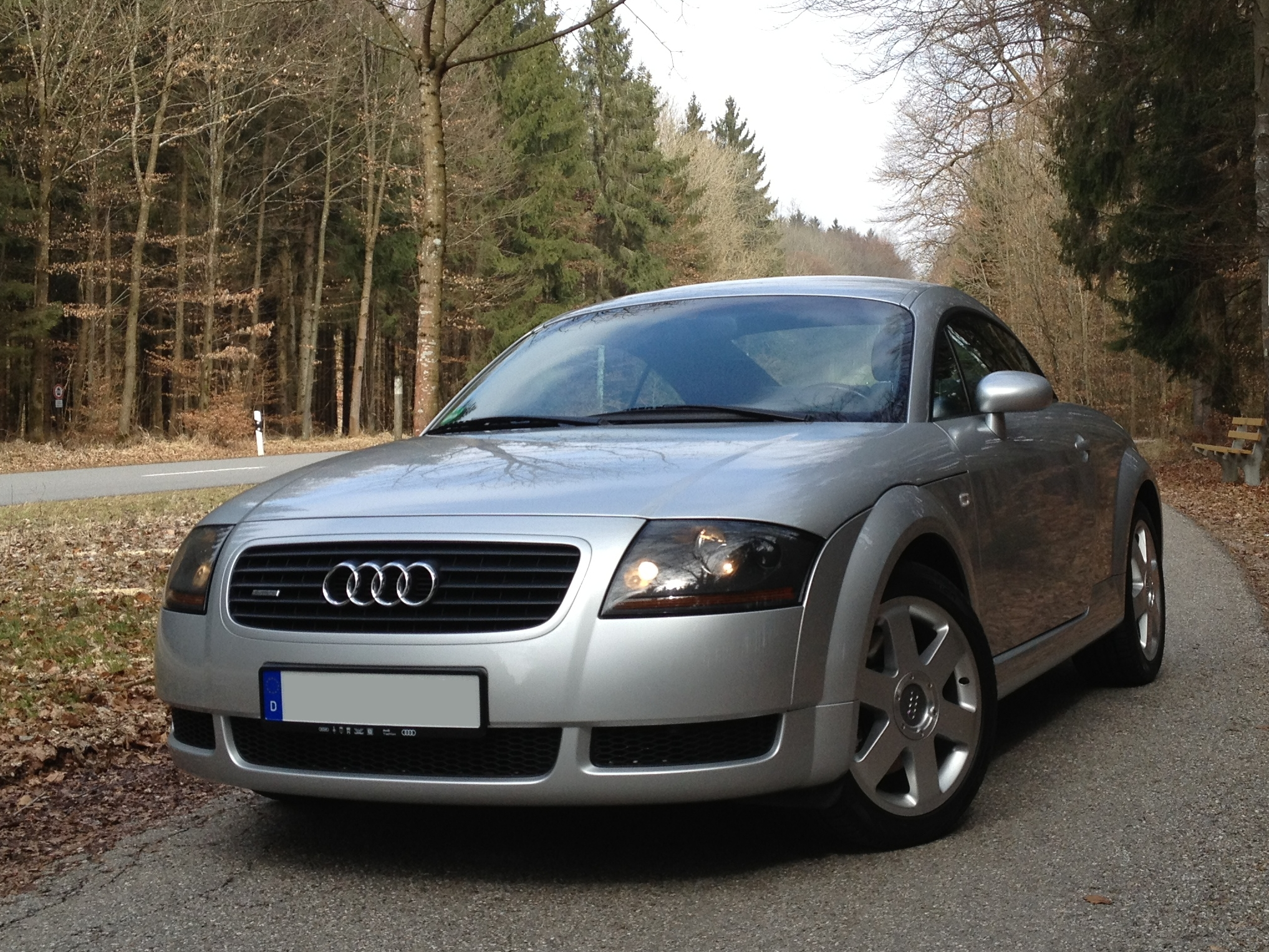
Audi TT 8N (10/1998–06/2006)
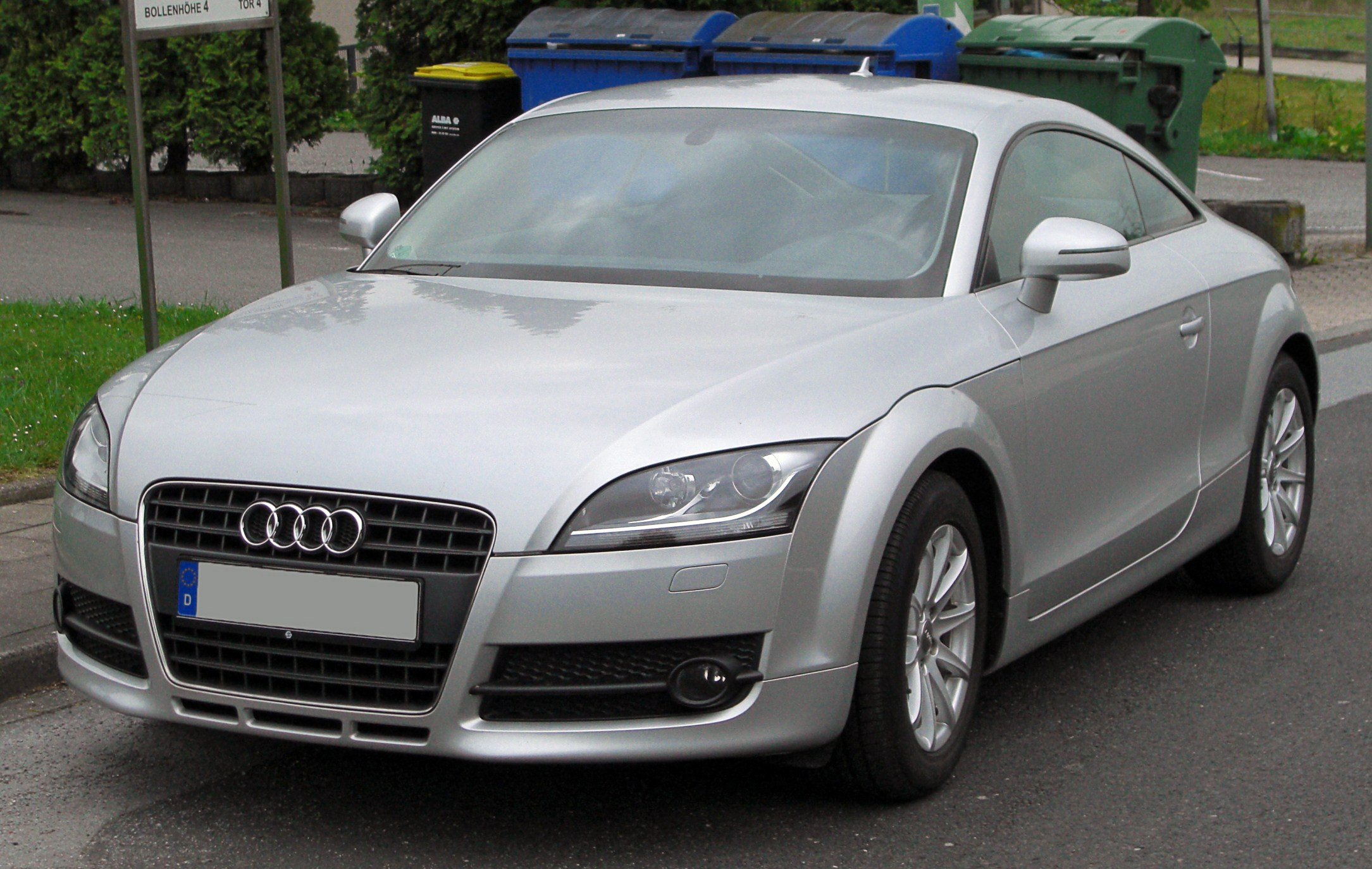
Audi TT 8J (04/2006–03/2014)
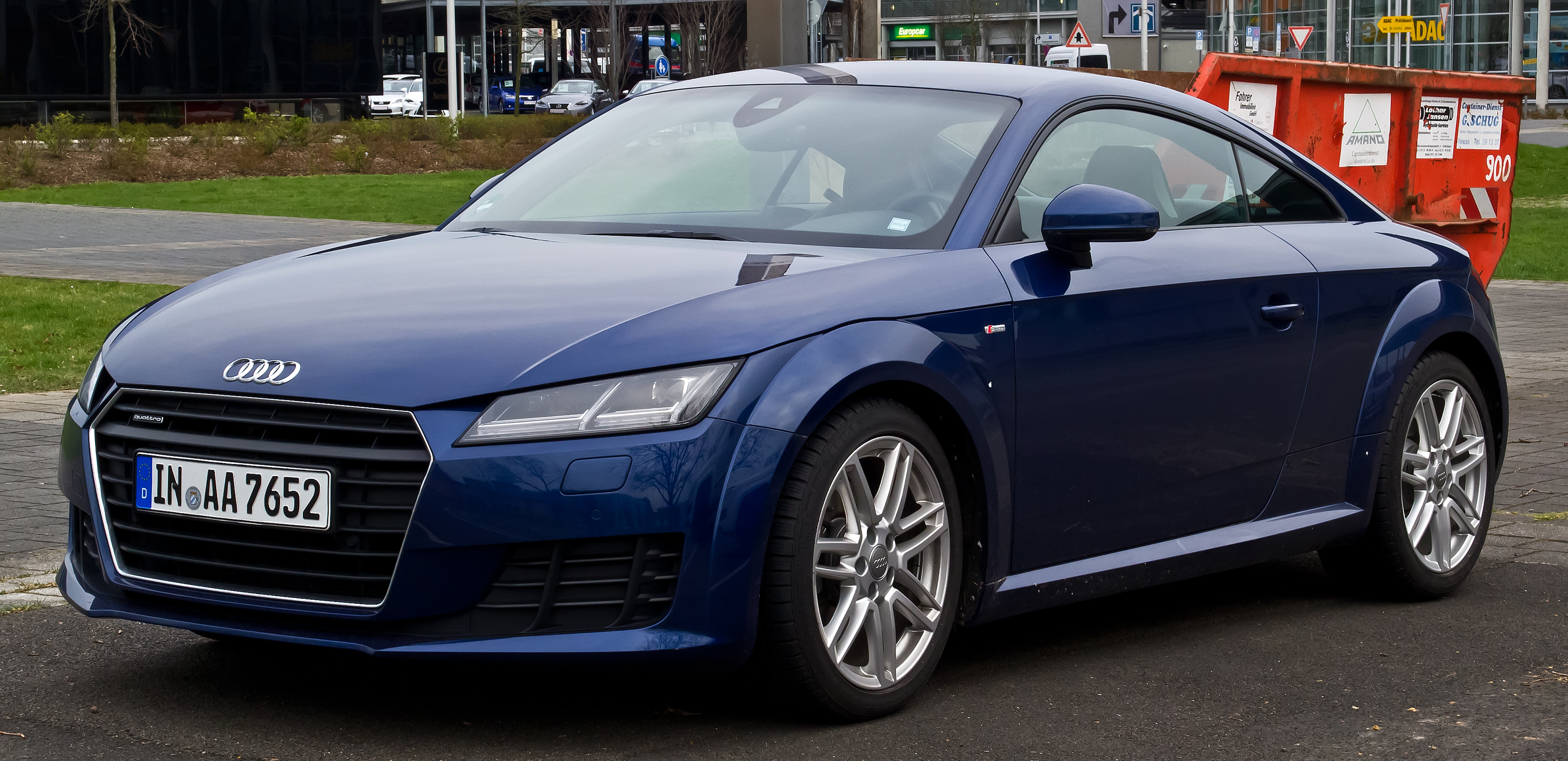
Audi TT FV (07/2014–11/2023)